# Maria Cukrowiczówna
Maria Cukrowiczówna (ur. ?, zm. 19 marca 1899 w Krakowie) – polska malarka, autorka portretów oraz obrazów o tematyce religijnej, głównie kopii. Malowała w konwencji biedermeierowsko-sentymentalnej.
Jej obrazy były wystawiane w Towarzystwie Przyjaciół Sztuk Pięknych w Krakowie w latach 1865, 1871, 1875 oraz 1876. W zbiorach Muzeum Narodowego w Krakowie znajduje się jej olej na płótnie pt. Dziewczyna z wiankiem / Dziewczynka z wiankiem (1867).

## Dzieła

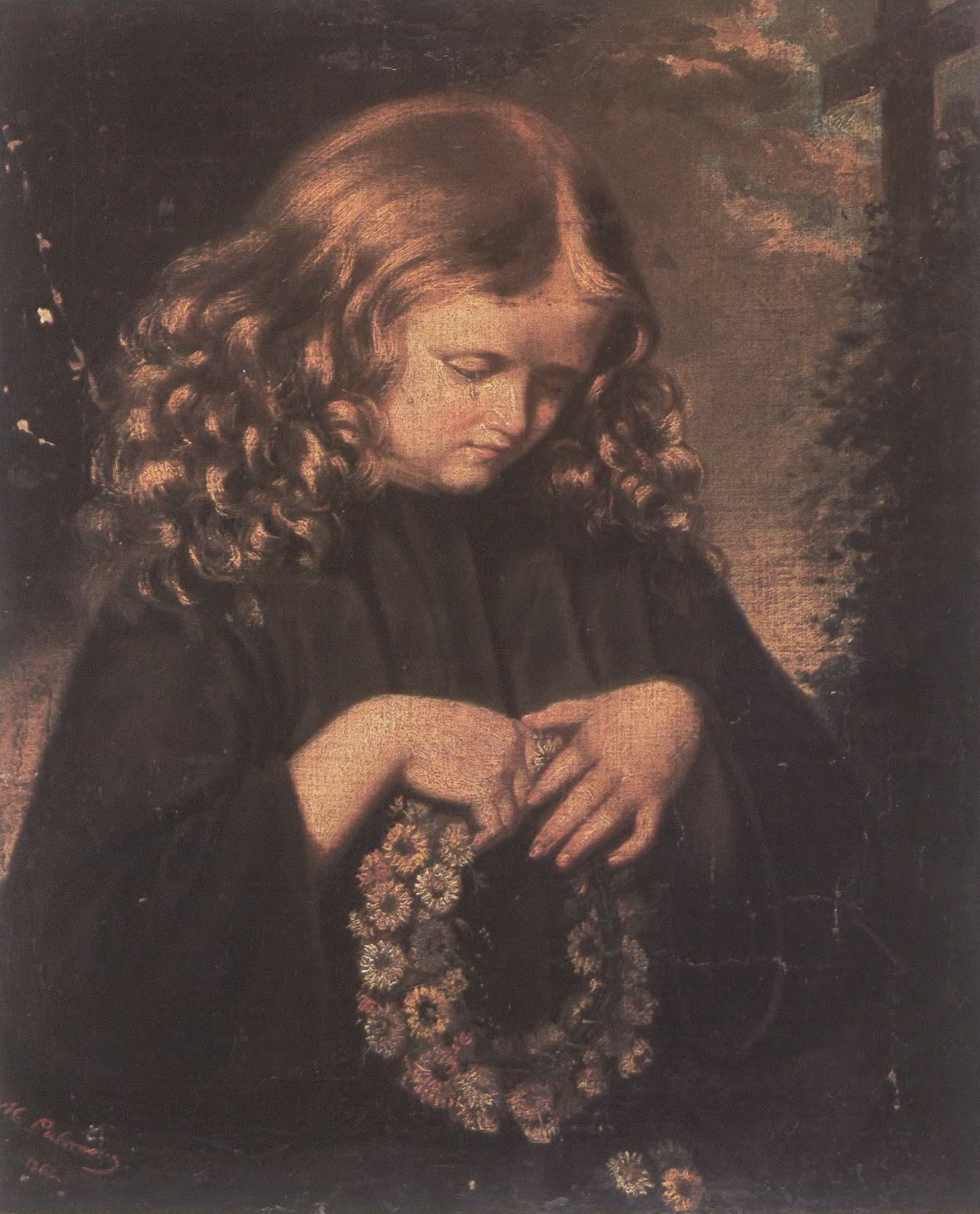
Dziewczynka z wiankiem, olej na płótnie, 1867

- Dziewczyna z wiankiem[1] / Dziewczynka z wiankiem[3] (1867), olej na płótnie, 44×36 cm, nr inw. N.I. 155.465, Muzeum Narodowe w Krakowie[3]
- Widok facjaty kapitularza katedry krakowskiej, grafit i akwarela, Muzeum Narodowe w Krakowie – Oddział Czapskich[1]
- Św. Maria Magdalena, rysunek ołówkiem, Muzeum Narodowe w Krakowie – Oddział Czapskich[1]